# Kate Yeo
Kate Yeo (nascida em 2001) é uma jovem activista climática de Singapura.

## Activismo

### Clima
Em 2018 Kate iniciou uma campanha BYO Bottle SG para defender contra os plásticos de uso único em Singapura. A iniciativa já trabalhou com 231 barracas de bebidas e alcançou cerca de 10 mil pessoas. Ela também obteve o 2.º Prémio no Concurso Internacional de Ensaios para Jovens da Fundação Goi Peace Foundation pelo seu ensaio intitulado “A Batalha Contra a Poluição Plástica”.
Ela foi uma das organizadoras das greves climáticas We The Planet para o Dia da Terra 2020. Ela então co-fundou a Re-Earth Initiative, uma ONG internacional liderada por jovens que se esforça para tornar o movimento climático mais acessível a todos. Ela também ajudou a organizar a Assembleia Virtual de Meio Ambiente da Juventude, organizada pelo grupo de jovens do Programa Ambiental das Nações Unidas.
Em abril de 2021 foi palestrante no Othering & Belonging Summit, ao lado da escritora e activista climática Naomi Klein e outros defensores da juventude Tokata Iron Eyes, Xiye Bastida e Samia Dumbuya.
Kate falou activamente sobre a necessidade de uma inclusão mais forte dos jovens do Sudeste Asiático no movimento climático.

### Iniciativa COVID-19
Durante a pandemia Kate começou uma iniciativa para apoiar os vendedores ambulantes locais em Singapura. A sua família comprou grandes encomendas de alimentos e bebidas que foram dadas aos moradores numa casa de recuperação.